# V John Mathews
V John Mathews é um engenheiro e educador indiano-americano que actualmente é Professor de Engenharia Eléctrica e Ciência da Computação (EECS) na Oregon State University, Estados Unidos.

## Prémios e honras
- Eleito Fellow do IEEE em 2002 "por contribuições à teoria e aplicação de filtragem não linear e adaptativa."[2]
- Vencedor do prémio Alumni Distinto de 2008-09 do Instituto Nacional de Tecnologia de Tiruchirappalli, Índia.[3]
- Prémio de Engenheiro do Ano da Secção IEEE Utah em 2010.
- Prémio de Engenheiro do Ano do Conselho de Engenheiros de Utah em 2011.[4]
- Palestrante ilustre da IEEE Signal Processing Society para 2013 e 2014.[5]
- Recebeu o prémio de serviço meritório da IEEE Signal Processing Society de 2014.[6]